# Stählibuckturm
Der Stählibuckturm ist ein Stahlfachwerkturm in Thundorf bei Frauenfeld in der Schweiz.

## Lage
Der Stählibuckturm steht im Waldstück Stählibuck (Landeskarte der Schweiz: Stäälibuck) bei Frauenfeld, dem Hauptort des Kantons Thurgau, auf 653 m ü. M. Bei guten Wetterbedingungen reicht das Panorama von Vorarlberg im Osten bis zu den Berneralpen im Westen.

## Architektur
Der Turm gehört zur Bauart der Stahlfachwerktürme und ist 26,8 Meter hoch. Von der Erdoberfläche bis zur Plattform zählt der Turm 148 Tritte.

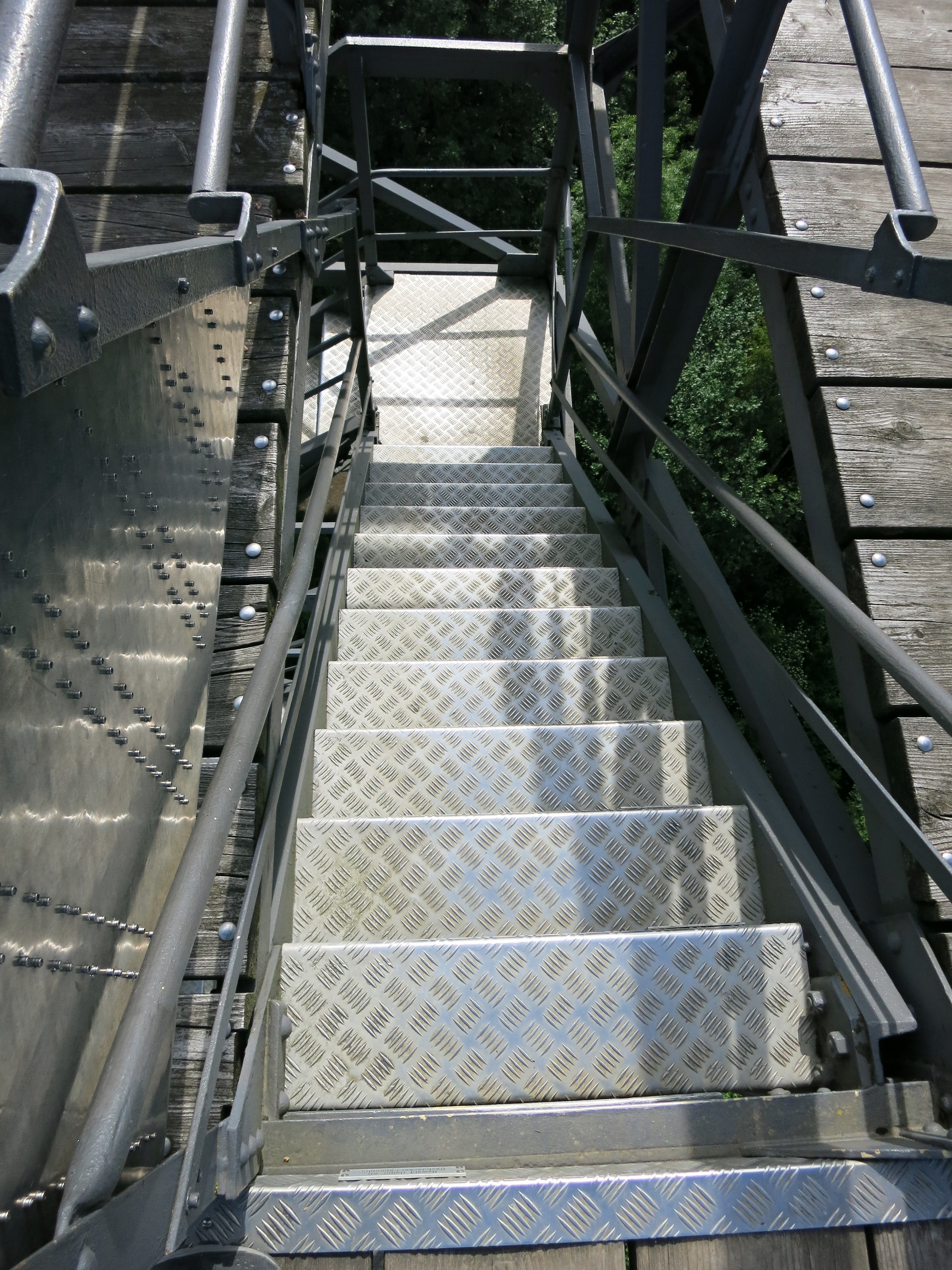
Treppen
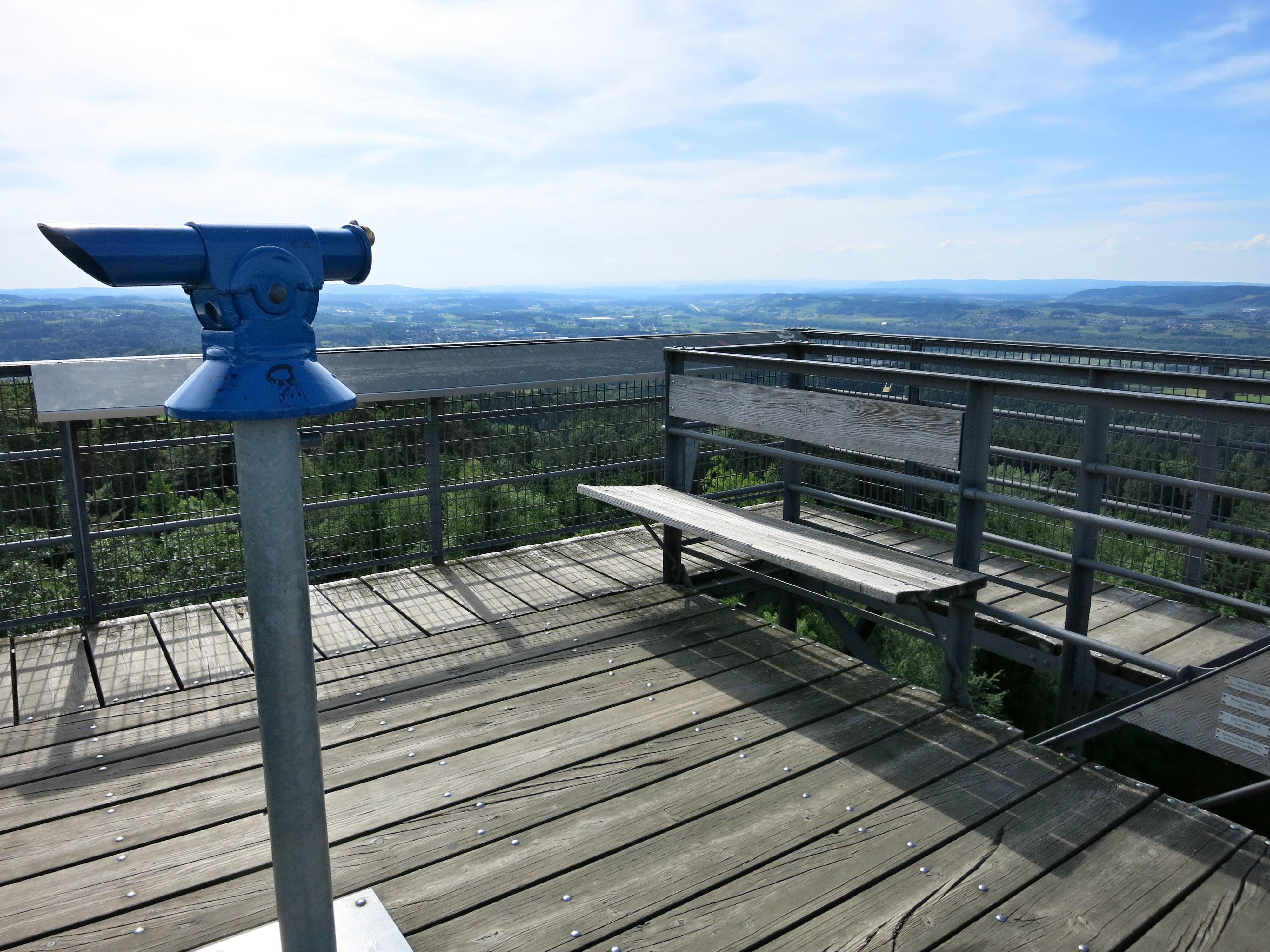
Aussichtsplattform

## Geschichte
Der Aussichtsturm wurde im Jahre 1908 auf Initiative des Verkehrsvereins Frauenfeld (VVF) gebaut und gehört somit zu den ältesten Stahlfachwerktürmen in der Schweiz. Finanziell daran beteiligt haben sich unter anderem der Verschönerungsverein, der Ornithologische Verein, die Munizipal-, die Bürger- und die Ortsgemeinde Frauenfeld sowie die umliegenden Gemeinden Kurzdorf, Huben, Dingenhart, Thundorf und Matzingen.
Der Turm wurde nicht direkt vor Ort aufgebaut, sondern im Werkgelände in der Gemeinde Näfels zusammengesetzt und dann, für den Bahntransport nach Frauenfeld, in acht bis zehn Meter lange Stücke zerlegt. Durch die Hilfe von Dingenharter Pferdebesitzern wurde der Turm vom Bahnhof auf den Stählibuck in Fronarbeit hoch transportiert.
Im Jahre 1935 wurde dem Turm das erste Mal eine Generalrevision verpasst. Im Zweiten Weltkrieg diente der Turm der Schweizer Armee als Fliegerbeobachtungsposten und blieb während dieser Zeit für das zivile Publikum gesperrt. Anschliessend wurde er direkt wieder saniert und der Öffentlichkeit wieder zugänglich gemacht. Weitere Sanierungen fanden in den Jahren 1958 und 1978 statt. 2002 wurde der Turm totalsaniert und erhielt wiederum finanzielle Unterstützung aus der Region. Seither trägt jede Treppenstufe den Namen eines Sponsors.